# Landtagswahlkreis Spree-Neiße II
Der Wahlkreis Spree-Neiße II (Wahlkreis 42) ist ein Landtagswahlkreis in Brandenburg. Er umfasst die Städte Spremberg und Welzow sowie die Gemeinde Neuhausen/Spree und das Amt Döbern-Land aus dem Landkreis Spree-Neiße. Wahlberechtigt waren bei der letzten Landtagswahl 35.822 Einwohner.

## Übersicht
Gewählter Direktkandidat
- 2004: Birgit Wöllert (PDS)
- 2009: Birgit Wöllert (Die Linke)
- 2014: Raik Nowka (CDU)
- 2019: Michael Hanko (AfD)
- 2024: Michael Hanko (AfD)

## Landtagswahl 2004
Die Landtagswahl 2004 hatte folgendes Ergebnis:
| Direktkandidat       | Partei          | Erststimmen in % | Zweitstimmen in % |
| -------------------- | --------------- | ---------------- | ----------------- |
| Dietmar Woidke       | SPD             | 26,5             | 28,5              |
| Andreas Kottwitz     | CDU             | 28,8             | 21,9              |
| Birgit Wöllert       | PDS             | 32,3             | 26,6              |
| –                    | DVU             | –                | 09,5              |
| –                    | Grüne           | –                | 01,7              |
| Petra Weigel-Siebert | FDP             | 03,9             | 02,8              |
| Wilfried Koinzer     | AfW             | 05,3             | 01,3              |
| –                    | AUB-Brandenburg | –                | 01,3              |
| –                    | DKP             | –                | 00,2              |
| –                    | Graue           | –                | 00,7              |
| –                    | Familie         | –                | 02,8              |
| –                    | 50Plus          | –                | 01,1              |
| –                    | JA              | –                | 00,4              |
| Gerd Michel          | Offensive D     | 03,3             | 00,7              |
| –                    | BRB             | –                | 00,3              |

## Landtagswahl 2009
Bei der Landtagswahl 2009 wurde Birgit Wöllert im Wahlkreis direkt gewählt.
Die weiteren Wahlkreisergebnisse:
| Direktkandidat   | Partei              | Erststimmen in % | Zweitstimmen in % |
| ---------------- | ------------------- | ---------------- | ----------------- |
| Helmut Franz     | SPD                 | 25,9             | 31,8              |
| Birgit Wöllert   | Die Linke           | 31,3             | 26,9              |
| Peter Drobig     | CDU                 | 22,9             | 21,3              |
| -                | DVU                 | -                | 01,4              |
| Stefan Lechner   | GRÜNE               | 04,2             | 03,5              |
| Falk Müller      | FDP                 | 07,3             | 06,9              |
| -                | 50 Plus             | -                | 00,6              |
| -                | DKP                 | -                | 00,1              |
| -                | REP                 | -                | 00,5              |
| -                | Die-Volksinitiative | -                | 01,2              |
| Karsten Schulz   | NPD                 | 04,4             | 04,0              |
| -                | RRP                 | -                | 00,5              |
| Eberhard Brünsch | Freie Wähler        | 04,1             | 02,3              |

## Landtagswahl 2014
Bei der Landtagswahl 2014 wurde Raik Nowka im Wahlkreis direkt gewählt.
Die weiteren Wahlkreisergebnisse:
| Direktkandidat         | Partei    | Erststimmen in % | Zweitstimmen in % |
| ---------------------- | --------- | ---------------- | ----------------- |
| Jörg Rakete            | SPD       | 28,4             | 38,1              |
| Andreas Paul Mekelburg | Die Linke | 16,7             | 13,9              |
| Raik Nowka             | CDU       | 29,0             | 23,9              |
| Vera Hannelore Wodtke  | GRÜNE     | 4,7              | 3,4               |
| Meike Holtsch          | FDP       | 1,3              | 1,0               |
| Karsten Schulz         | NPD       | 3,4              | 3,5               |
| Eberhard Brünsch       | BVB/FW    | 4,7              | 1,8               |
|                        | REP       |                  | 0,2               |
|                        | DKP       |                  | 0,2               |
| Detlef Fabian          | AfD       | 11,6             | 13,2              |
|                        | PIRATEN   |                  | 0,9               |

## Landtagswahl 2019
Bei der Landtagswahl 2019 wurde Michael Hanko (AfD) mit 35,9 % der Erststimmen im Wahlkreis direkt gewählt. Die weiteren Ergebnisse:
| Direktkandidat    | Partei           | Erststimmen in % | Zweitstimmen in % |
| ----------------- | ---------------- | ---------------- | ----------------- |
| Jörg Rakete       | SPD              | 22,5             | 25,5              |
| Raik Nowka        | CDU              | 20,5             | 15,3              |
| Birgit Kaufhold   | Die Linke        | 9,0              | 7,9               |
| Michael Hanko     | AfD              | 35,9             | 36,0              |
| Karin Noack       | GRÜNE            | 3,5              | 4,0               |
| Wolfgang Borchert | BVB/FW           | 3,7              | 3,3               |
| –                 | PIRATEN          | –                | 0,5               |
| Meike Holtsch     | FDP              | 4,2              | 4,7               |
| –                 | ÖDP              | –                | 0,3               |
| –                 | Tierschutzpartei | –                | 2,4               |
| –                 | V-Partei³        | –                | 0,2               |
| Roy Hoffmann      | Einzelbewerber   | 0,9              | –                 |

## Landtagswahl 2024
Bei der Landtagswahl 2024 wurde Michael Hanko (AfD) wiedergewählt. Des Weiteren gab es folgende Wahlergebnisse:
| Direktkandidat | Partei                    | Erststimmen in % | Zweitstimmen in % |
| -------------- | ------------------------- | ---------------- | ----------------- |
| Peter Wolf     | SPD                       | 26,4             | 26,4              |
| Michael Hanko  | AfD                       | 46,5             | 41,7              |
| Julian Brüning | CDU                       | 13,9             | 09,8              |
| Ralf Franke    | GRÜNE                     | 01,1             | 01,2              |
| Elke Franke    | Die Linke                 | 05,4             | 02,0              |
| Egbert Piosik  | BVB/FW                    | 04,6             | 01,7              |
| Robert Kellner | FDP                       | 01,2             | 00,6              |
| –              | Tierschutzpartei          | –                | 01,6              |
| –              | Plus (Piraten, ÖDP, Volt) | –                | 00,4              |
| –              | BSW                       | –                | 13,8              |
| –              | III. Weg                  | –                | 00,2              |
| –              | DKP                       | –                | 00,0              |
| –              | DLW                       | –                | 00,3              |
| –              | WU                        | –                | 00,4              |
| Roy Hoffmann   | Einzelbewerber            | 00,9             | –                 |